# NGC 1294
NGC 1294 is een elliptisch sterrenstelsel in het sterrenbeeld Perseus. Het hemelobject werd op 17 oktober 1786 ontdekt door de Duits-Britse astronoom William Herschel.

## Synoniemen
- PGC 12600
- UGC 2694
- MCG 7-7-76
- ZWG 540.117
- IRAS 03184+4111